# The Trip (film, 2010)
Pour les articles homonymes, voir The Trip (homonymie).
Pour plus de détails, voir Fiche technique et Distribution.
The Trip est un film britannique du genre comédie, réalisé par Michael Winterbottom, sorti en 2010.

## Synopsis
Steve Coogan et Rob Brydon, jouant sous leur propre nom d'acteur, partent quelques jours ensemble pour une tournée gastronomique dans le nord de l'Angleterre.

## Fiche technique
- Réalisation : Michael Winterbottom
- Musique originale : Michael Nyman
- Durée : 112 min
- Pays :  Royaume-Uni
- Langue : anglais
- Dates de sortie : septembre 2010 (Toronto International Film Festival)

## Distribution
- Steve Coogan : Steve Coogan
- Rob Brydon : Rob Brydon
- Margo Stilley : Mischa
- Ben Stiller